# Benito Sansón y los taxis rojos
Benito Sansón y los taxis rojos (título original: Benoît Brisefer: Les taxis rouges) es una película franco-belga de aventura, comedia y familiar de 2014, dirigida por Manuel Pradal, que a su vez la escribió junto a Thierry Clech, Thierry de Ganay, Ivan Guyot y Jean-Luc Voulfow, es una adaptación de un cómic de Peyo, musicalizada por Maxime Desprez y Michaël Tordjman, en la fotografía estuvo Antoine Roch, los protagonistas son Gérard Jugnot, Jean Reno y Thierry Lhermitte, entre otros. El filme fue realizado por Lambart Productions, Acajou Films y Novo Arturo Films; se estrenó el 17 de diciembre de 2014.

## Sinopsis
Benoit Brisefer es un nene pequeño con muchísima fuerza, salvo que se encuentre resfriado. Es huérfano y no puede hacer amistad con los demás chicos, ya que inconscientemente destroza sus juguetes.